# Basket-ball aux Jeux panaméricains
Le basket-ball aux Jeux Panaméricains fait son apparition dès la première édition des Jeux, en 1951 en Argentine, le tournoi féminin débutant à l'édition suivante en 1955 à México. Les jeux ont lieu tous les 4 ans sous l'égide de l'Organisation sportive panaméricaine (PASO), .
Le tournoi masculin a été dominé au début par les États-Unis, il remporte la première édition puis les quatre suivante. En tout ils ont remporter huit fois le tournoi. Le tournoi masculin de 1987 à Indianapolis voit les Américains chuter face à de surprenants Brésiliens emmenés par Oscar Schmidt. Du côté des femmes, le tournoi de basket-ball aux Jeux Panaméricains a été largement dominé par les équipes nord-américaines, en particulier les États-Unis, qui ont remporté 7 titres depuis l’introduction du tournoi en 1955. Le Brésil, avec une forte tradition en basket-ball, a également été très performant, remportant quatre médailles d'or.

## Histoire

### Les débuts (1951-1955)
Le tournoi masculin de basket-ball a fait ses débuts lors de la première édition des Jeux panaméricains en 1951 à Buenos Aires, en Argentine. À l'époque, le basket-ball était déjà populaire en Amérique du Nord et du Sud, mais cette compétition offrait une nouvelle plateforme pour les équipes nationales d'Amérique latine et des Caraïbes. Les États-Unis a remporté la médaille d'or lors de ce premier tournoi, battant l'Argentine. Certains pays sont absence de cette première édition tels que Porto Rico et l'Uruguay, bien que ces derniers aient participé aux Jeux Olympiques deux ans auparavant.
Le tournoi féminin a été introduit quatre ans plus tard, lors des Jeux panaméricains de 1955 à Mexico. Ce premier tournoi féminin a vu les États-Unis remporter la médaille d’or, un présage de la domination qu'ils allaient exercer dans le basket-ball féminin panaméricain pendant plusieurs décennies.

## Palmarès

### Masculin
| Éd. | Année | Pays hôte      | Finale     | Finale  | Finale           | Petite finale | Petite finale | Petite finale    |
| Éd. | Année | Pays hôte      | Champion   | Score   | Deuxième         | Troisième     | Score         | Quatrième        |
| --- | ----- | -------------- | ---------- | ------- | ---------------- | ------------- | ------------- | ---------------- |
| 1re | 1951  | Buenos Aires   | États-Unis | -       | Argentine        | Brésil        | -             | Cuba             |
| 2e  | 1955  | Mexico         | États-Unis | -       | Argentine        | Brésil        | -             | Mexique          |
| 3e  | 1959  | Chicago        | États-Unis | -       | Porto Rico       | Brésil        | -             | Mexique          |
| 4e  | 1963  | São Paulo      | États-Unis | -       | Brésil           | Porto Rico    | -             | Uruguay          |
| 5e  | 1967  | Winnipeg       | États-Unis | -       | Mexique          | Panama        | -             | Cuba             |
| 6e  | 1971  | Cali           | Brésil     | -       | Porto Rico       | Cuba          | -             | Mexique          |
| 7e  | 1975  | Mexico         | États-Unis | -       | Porto Rico       | Brésil        | -             | Mexique          |
| 8e  | 1979  | San Juan       | États-Unis | -       | Porto Rico       | Brésil        | -             | Cuba             |
| 9e  | 1983  | Caracas        | États-Unis | -       | Brésil           | Mexique       | -             | Canada           |
| 10e | 1987  | Indianapolis   | Brésil     | 120-115 | États-Unis       | Porto Rico    | -             | Mexique          |
| 11e | 1991  | La Havane      | Porto Rico | 77-65   | Mexique          | États-Unis    | 93-74         | Cuba             |
| 12e | 1995  | Mar del Plata  | Argentine  | 98-85   | États-Unis       | Brésil        | 90-86         | Uruguay          |
| 13e | 1999  | Winnipeg       | Brésil     | 95-78   | États-Unis       | Porto Rico    | 87-60         | Argentine        |
| 14e | 2003  | Santo Domingo  | Brésil     | 89-62   | Rép. dominicaine | Porto Rico    | 76-70         | États-Unis       |
| 15e | 2007  | Rio de Janeiro | Brésil     | 79-66   | Porto Rico       | Uruguay       | 62-49         | Canada           |
| 16e | 2011  | Guadalajara    | Porto Rico | 74-72   | Mexique          | États-Unis    | 94-92         | Rép. dominicaine |
| 17e | 2015  | Toronto        | Brésil     | 86-71   | Canada           | États-Unis    | 87-82         | Rép. dominicaine |
| 18e | 2019  | Lima           | Argentine  | 84-66   | Porto Rico       | États-Unis    | 92-83         | Rép. dominicaine |
| 19e | 2023  | Santiago       | Argentine  | 79-65   | Venezuela        | Brésil        | 73-61         | Mexique          |

### Féminin
| Éd. | Année | Pays hôte      | Finale      | Finale      | Finale      | Petite finale | Petite finale | Petite finale |
| Éd. | Année | Pays hôte      | Champion    | Score       | Deuxième    | Troisième     | Score         | Quatrième     |
| --- | ----- | -------------- | ----------- | ----------- | ----------- | ------------- | ------------- | ------------- |
| 1re | 1955  | Mexico         | États-Unis  | -           | Chili       | Brésil        | -             | Mexique       |
| 2e  | 1959  | Chicago        | États-Unis  | -           | Brésil      | Chili         | -             | Canada        |
| 4e  | 1963  | São Paulo      | États-Unis  | -           | Brésil      | Chili         | -             | Canada        |
| 5e  | 1967  | Winnipeg       | Brésil      | -           | États-Unis  | Canada        | -             | Mexique       |
| 6e  | 1971  | Cali           | Brésil      | -           | États-Unis  | Cuba          | -             | Mexique       |
| 7e  | 1975  | Mexico         | États-Unis  | -           | Mexique     | Cuba          | -             | Brésil        |
| 8e  | 1979  | San Juan       | Cuba        | -           | États-Unis  | Canada        | -             | Brésil        |
| 9e  | 1983  | Caracas        | États-Unis  | -           | Cuba        | Brésil        | -             | Canada        |
| 10e | 1987  | Indianapolis   | États-Unis  | -           | Brésil      | Canada        | -             | Cuba          |
| 11e | 1991  | La Havane      | Brésil      | 97-76       | Cuba        | États-Unis    | 92-61         | Canada        |
| -   | 1995  | Mar del Plata  | Non disputé | Non disputé | Non disputé | Non disputé   | Non disputé   | Non disputé   |
| 12e | 1999  | Winnipeg       | Cuba        | 72-63       | Canada      | États-Unis    | 85-59         | Brésil        |
| 13e | 2003  | Santo Domingo  | Cuba        | 75-64       | États-Unis  | Brésil        | 57-46         | Canada        |
| 14e | 2007  | Rio de Janeiro | États-Unis  | 79-66       | Brésil      | Cuba          | 62-49         | Canada        |
| 15e | 2011  | Guadalajara    | Porto Rico  | 85-67       | Mexique     | Brésil        | 87-48         | Colombie      |
| 16e | 2015  | Toronto        | Canada      | 81-73       | États-Unis  | Cuba          | 66-62         | Brésil        |
| 17e | 2019  | Lima           | Brésil      | 79-73       | États-Unis  | Porto Rico    | 66-55         | Colombie      |
| 18e | 2023  | Santiago       | Brésil      | 50-40       | Colombie    | Argentine     | 75-66         | Cuba          |

## Palmarès 3x3 masculin
Le tableau suivant retrace pour chaque édition de la compétition le palmarès du tournoi et la ville hôte.
| Édition | Ville hôte | Or         | Argent     | Bronze                 |
| ------- | ---------- | ---------- | ---------- | ---------------------- |
| 2019    | Lima       | États-Unis | Porto Rico | République dominicaine |

## Palmarès 3x3 féminin
Le tableau suivant retrace pour chaque édition de la compétition le palmarès du tournoi et la ville hôte.
| Édition | Ville hôte | Or         | Argent    | Bronze                 |
| ------- | ---------- | ---------- | --------- | ---------------------- |
| 2019    | Lima       | États-Unis | Argentine | République dominicaine |